# ليديا فلوود جاكسون
ليديا فلوود جاكسون (بالإنجليزية: Lydia Flood Jackson)‏ هي سفرجات وسيدة أعمال أمريكية، ولدت في 6 يونيو 1862 في أوكلاند في الولايات المتحدة، وتوفي بنفس المكان في 8 يوليو 1963.